# Lonicera microphylla
Lonicera microphylla là một loài thực vật có hoa trong họ Kim ngân. Loài này được Willd. ex Schult. mô tả khoa học đầu tiên năm 1819.

## Hình ảnh

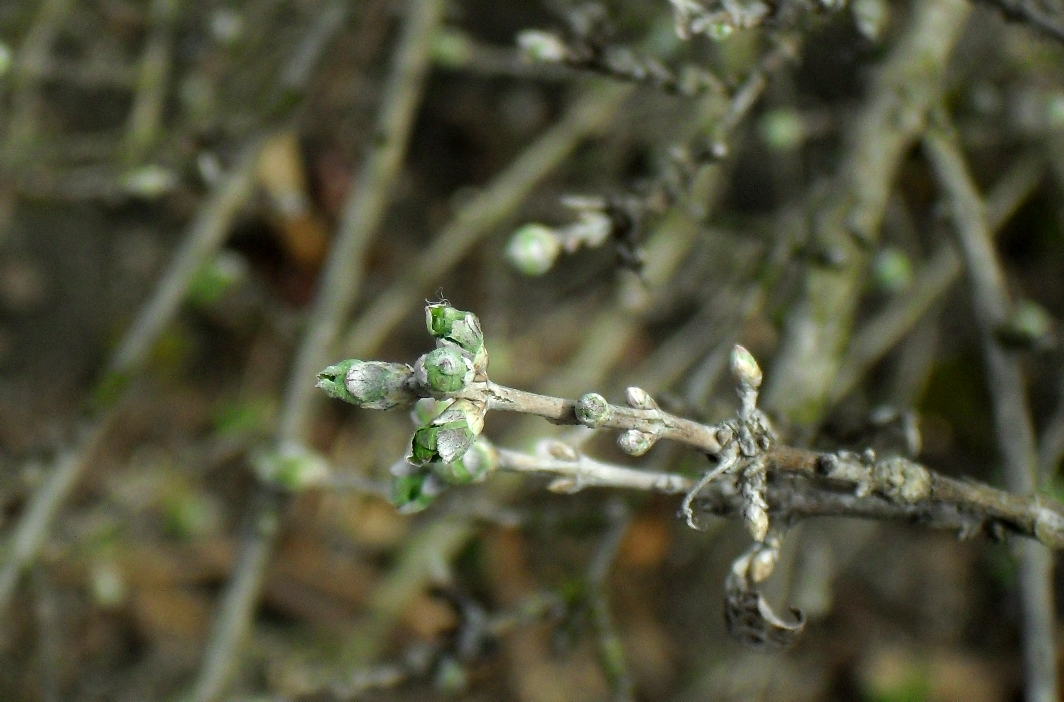